# Repo Men
Repo Men (Brasil: Repo Men : O Resgate de Órgãos ) é um filme produzido pelo Canadá e Estados Unidos, e lançado em 2010, dos gêneros ficção científica e suspense, dirigido por Miguel Sapochnik.O filme é baseado no livro de Eric Garcia chamado The Repossession Mambo, publicado em 2009.

## Sinopse
A história passa em Toronto, vinte anos à frente no futuro, quando dois veteranos de guerra perturbados voltam da guerra na África, e tornam-se agentes de uma empresa que cria órgãos artificiais, perseguindo os clientes que não conseguem pagar os implantes, a fim de recuperar os órgãos para a empresa.
Os "homens da reposição" Remy (Law) e Jake (Whitaker) trabalham para a empresa 'The Union' e armados apoderam-se de órgãos comprados de seu patrão, mas cuja conta não foi paga. Durante uma tarefa Remy é gravemente ferido ficando impossibilitado de exercer seu ofício. Sua esposa Carol (Van Houten) que anteriormente havia pedido a ele parar com este trabalho o abandona. Após a compra de um coração artificial na The Union, Remy é submetido a um transplante de coração no hospital. Em virtude de ser incapaz de pagar a conta do órgão, ele passa a ser procurado pelo seus ex-colegas. Junto com outro cliente da The Union, a cantora Beth (Braga), ele foge de seus perseguidores. 

## Elenco
| Nome                | Personagem              |
| ------------------- | ----------------------- |
| Jude Law            | Remy                    |
| Forest Whitaker     | Jake                    |
| Alice Braga         | Beth                    |
| Liev Schreiber      | Frank                   |
| Carice van Houten   | Carol                   |
| Chandler Canterbury | Peter                   |
| Joe Pingue          | Ray                     |
| Liza Lapira         | Alva                    |
| Tiffany Espensen    | Pequena Alva            |
| Yvette Nicole Brown | Rhodesia                |
| RZA                 | T-Bone                  |
| Wayne Ward          | John                    |
| Tanya Clarke        | Hooker                  |
| Max Turnbull        | Larry                   |
| Howard Hoover       | Vendedor #1             |
| Robert Dodds        | Vendedor #2             |
| Raff Law            | Jóvem Remy              |
| Tremayne Corion     | Jóvem Jake              |
| Marty Adams         | Homem gordo             |
| Daniel Kash         | Dente lascado           |
| Christian Lloyd     | Viciado                 |
| Dominic Cuzzocrea   | Cabbie                  |
| Carlos Diaz         | Passageiro na cabine    |
| Imali Perera        | Enfermeira Q            |
| Tannis Burnett      | Enfermeira Hallway      |
| Michael Cram        | Pai                     |
| Heather Hodgson     | Cliente de Remy         |
| Bruce Gooch         | Cliente de Remy         |
| Laytrel McMullen    | Garota pulando corda #1 |
| Ellie Ellwand       | Garota pulando corda #2 |
| Alie Rutty          | Garota pulando corda #3 |
| Philip Nessel       | Pai de Sick             |
| Roland Rothchild    | Guarda                  |
| Dennis Akayama      | Médico                  |
| Jee-Yun Lee         | Jornalista              |
| Tino Monte          | Jornalista              |
| John Leguizamo      | Asbury                  |
| Larry Gilman        | Robert                  |

## Outros nomes do filme

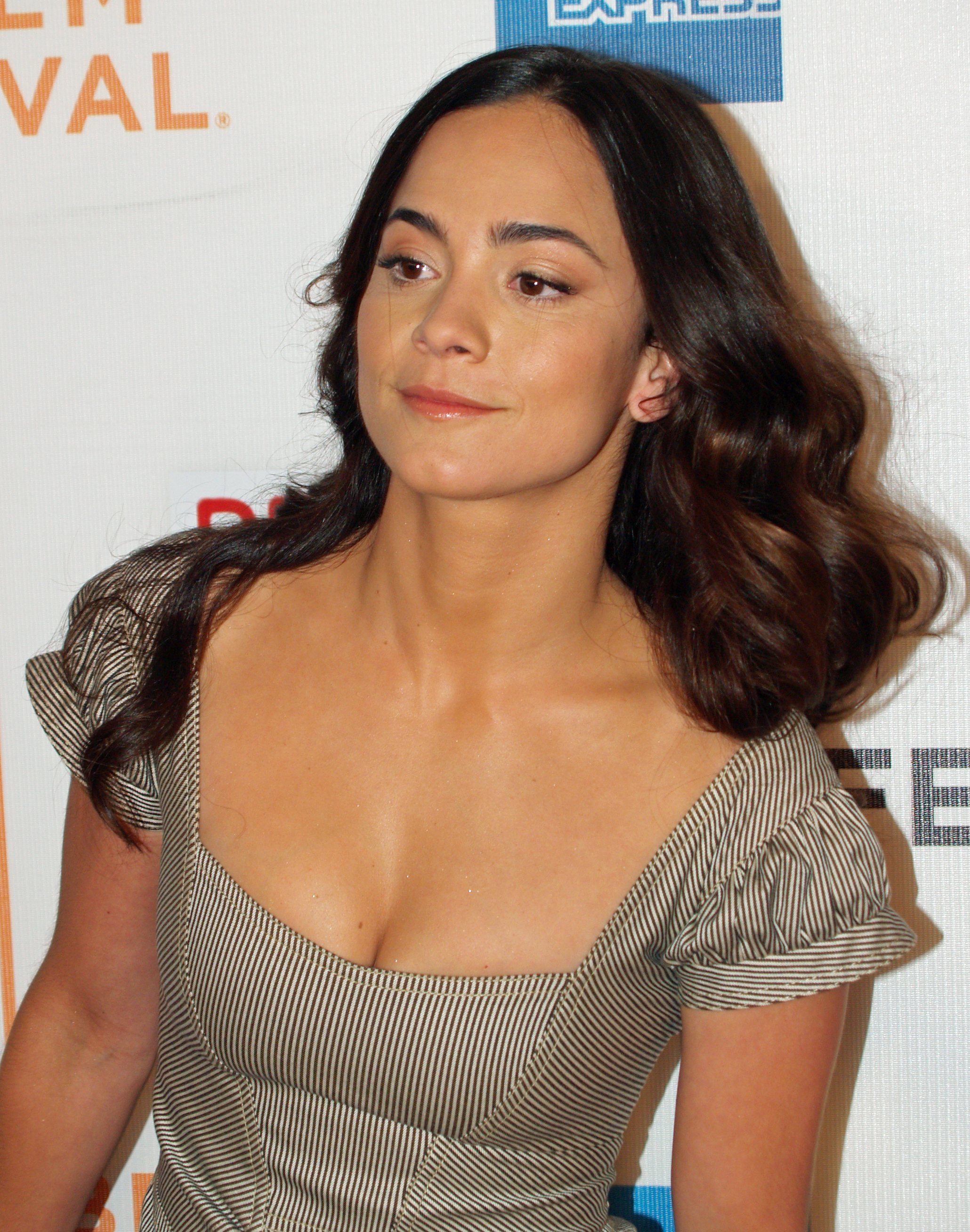
Alice Braga é Beth.

| Nome               | País(es)                  |
| ------------------ | ------------------------- |
| Repo Men           | Grécia                    |
| Repossession Mambo | Estados Unidos da América |
| Repossession Men   | Japão                     |
| Repreneurs         | Canadá                    |
| Потрошители        | Russia                    |